# 明丹廷
明丹廷（めいたんてい）は、鯨統一郎の連作推理短編『みなとみらいで捕まえて ヨコハマ名探偵物語』シリーズに登場する名探偵、だが117歳という高齢、そして長年悩まされていた喀血の持病のため、ベッド・ディテクティヴ（寝たきり探偵）となっていた。おそらく、史上最年長の名探偵。このシリーズは、週刊小説、J-novelに不定期連載されたもので、横浜およびその周辺のご当地ミステリー的色合いを含んだものである。
香港生まれ。50歳のとき来日、そのまま在住。30年前に日本国籍を取得し、華僑となる。横浜中華街の片隅にある中華飯店「酩淡亭」を所有。帰化した年に、酩淡亭の地下に「メイ探偵事務所」を開く。
本編では、彼を頼りにしている神奈川県警の若手刑事、南登野洋子（みなとのようこ）巡査とその上司であり、この物語の語り手である自称敏腕刑事、半任優里（はんにんゆうり）警部が持ち込む事件を推理。だが、その名は神奈川県内に響いていたらしく、南登野巡査曰く「神奈川県内で起きた殺人事件の80パーセント」を解決した、と言われる。
また、論語の研究家でもあり、事件解決の鍵にいつも孔子の言葉を引用する。